# Armée populaire du Komoutch
 (mars 2022).
La mise en forme du texte ne suit pas les recommandations de Wikipédia : il faut le « wikifier ».
Les points d'amélioration suivants sont les cas les plus fréquents :
- Les titres sont pré-formatés par le logiciel. Ils ne sont ni en capitales, ni en gras.
- Le texte ne doit pas être écrit en capitales (les noms de famille non plus), ni en gras, ni en italique, ni en « petit »…
- Le gras n'est utilisé que pour surligner le titre de l'article dans l'introduction, une seule fois.
- L'italique est rarement utilisé : mots en langue étrangère, titres d'œuvres, noms de bateaux, etc.
- Les citations ne sont pas en italique mais en corps de texte normal. Elles sont entourées par des guillemets français : « et ».
- Les listes à puces sont à éviter, des paragraphes rédigés étant largement préférés. Les tableaux sont à réserver à la présentation de données structurées (résultats, etc.).
- Les appels de note de bas de page (petits chiffres en exposant, introduits par l'outil «  Source ») sont à placer entre la fin de phrase et le point final[comme ça].
- Les liens internes (vers d'autres articles de Wikipédia) sont à choisir avec parcimonie. Créez des liens vers des articles approfondissant le sujet. Les termes génériques sans rapport avec le sujet sont à éviter, ainsi que les répétitions de liens vers un même terme.
- Les liens externes sont à placer uniquement dans une section « Liens externes », à la fin de l'article. Ces liens sont à choisir avec parcimonie suivant les règles définies. Si un lien sert de source à l'article, son insertion dans le texte est à faire par les notes de bas de page.
- La présentation des références doit suivre les conventions bibliographiques. Il est recommandé d'utiliser les modèles {{Ouvrage}}, {{Chapitre}}, {{Article}}, {{Lien web}} et/ou {{Bibliographie}}. Le mode d'édition visuel peut mettre en forme automatiquement les références.
- Insérer une infobox (cadre d'informations à droite) n'est pas obligatoire pour parachever la mise en page.

Pour une aide détaillée, merci de consulter Aide:Wikification.
Si vous pensez que ces points ont été résolus, vous pouvez retirer ce bandeau et améliorer la mise en forme d'un autre article.
 (mars 2022).
L'armée populaire du Komoutch (russe : Народная армия КОМУЧа) était une armée anti-bolchévique pendant la guerre civile russe  qui a combattu dans la région de la Volga de juin à septembre en 1918. Le Komoutch était l'abréviation utilisée pour désigner le comité des membres de l'Assemblée constituante, mot-valise tiré de son nom russe, « Комитет членов Учредительного собрания ».

## Organisation
En mai 1918, les légions tchécoslovaques se révoltent sur le Transsibérien. Le 8 juin, la Légion tchèque s'empare de Samara, en Russie, et plusieurs membres de l'Assemblée constituante, qui avait été dissoute par les Bolcheviks, organisent un Comité des membres de l'Assemblée constituante. Le même jour, une organisation d'officiers clandestins est créée sous la supervision du Parti socialiste-révolutionnaire. Le 10 juin, un groupe d'officiers de l'état-major général est arrivé et a aidé à organiser une structure militaire. Ils créent un détachement de 350 hommes, qui compte deux compagnies d'infanterie, un escadron de cavalerie et un détachement d'artillerie montée. Le général Vladimir Kappel devient le chef de cette armée appelé les Kappelevtsy, Kappel était monarchiste et déclarait qu'il se battrait sous n'importe quelle bannière contre les bolcheviks.

## Batailles
Le 11 juin, le détachement de Kappel prend d'assaut et capture Syzran, puis Stavropol-sur-la-Volga, Buguruslan et Buzuluk. Le 21 juillet, après une marche de 150 km, le détachement russo-tchécoslovaque sous le commandement de Kappel prend d'assaut et capture Simbirsk ; pour cette victoire, Kappel est promu colonel. Le 22 juillet, Kappel devient officiellement le chef de toutes les forces des Komuch, qui se composent de deux régiments d'infanterie et de plusieurs batteries d'artillerie (environ trois mille hommes en tout).

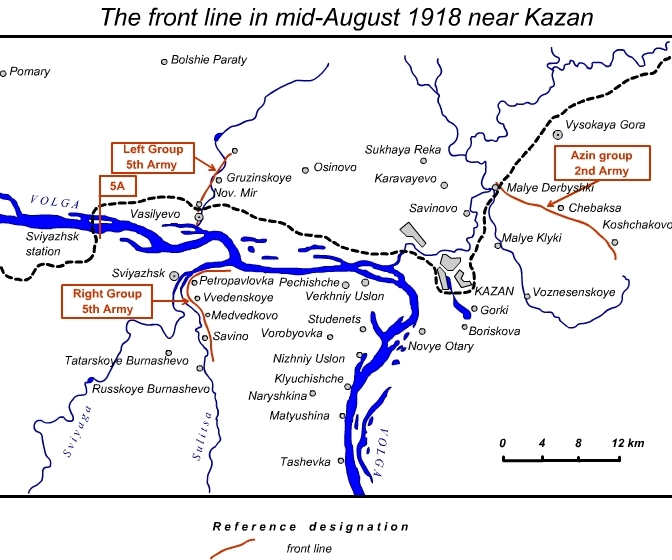
Le front près de Kazan, en août 1918.

Lorsque les Komoutch se réunissent à Samara, il est décidé que le principal objectif stratégique est de capturer Saratov, mais Kappel pense que Kazan est une cible plus importante, et il l'attaque et la conquiert, défendue par une armée rouge nombreuse mais mal préparée.
Kappel pensait qu'il fallait profiter de la situation et avancer vers Moscou en passant par Nijni Novgorod, mais le Komuch et les commandants des troupes tchécoslovaques répondirent que dans ce cas, il n'y aurait pas eu assez de troupes pour défendre Samara, Simbirsk et Kazan. L'Armée populaire fut placée en position défensive, et l'Armée rouge gagna du temps pour se regrouper.
Au début du mois de septembre, l'Armée rouge a commencé à avancer. Kazan a été capturée par l'Armée rouge le 5 septembre et Simbirsk le 12 septembre. Pendant deux semaines, l'armée de Kappel défend la rive gauche de la Volga et, après avoir rejoint d'autres troupes, il se replie sur Oufa.

## Fusion
Le 23 septembre 1918, le Komoutch et le gouvernement provisoire de la Sibérie autonome fusionnent à Oufa pour devenir le Gouvernement provisoire pan-russe unifié. Le 28 septembre 1918, le général Vassily Boldyrev est nommé commandant suprême de toutes les forces armées terrestres et navales de Russie. L'Armée populaire de Komuch et l'Armée sibérienne sont réunies en une seule structure. L'unification de l'armée sibérienne et de l'armée populaire n'a pas été couronnée de succès : la région de la Volga a été entièrement occupée par les bolcheviks : Syzran est tombée le 3 octobre 1918, et Samara, l'ancienne capitale de l'armée du Komoutch, le 8 octobre.
À l'automne 1918, lors de la poursuite de l'unification des forces armées anti-bolchéviques de l'Est de la Russie, l'armée populaire a été supprimée, et ses forces transformées en 1er corps de la Volga, sous le commandement de Vladimir Kappel.

## Sources
- Н. Е. Какурин, И. И. Вацетис Гражданская война. 1918-1921 (N. Ye. Kakurin, I. I. Vacietis Civil War. 1918-1921). St. Petersburg, "Polygon" Publishing House, 2002.  (ISBN 5-89173-150-9)